# Cristian Arcos
Cristian Osvaldo Arcos Morales (Curicó, Maule, Chile) es un periodista deportivo chileno.

## Biografía
Egresó de periodismo en la Universidad de Chile.
Ha trabajado como editor de deportes de Chilevisión Noticias, conductor de radio Futuro, comentarista deportivo de ADN Deportes en Radio ADN, columnista del diario As y profesor en la Universidad de Santiago de Chile, la Pontificia Universidad Católica de Valparaíso y la Universidad Viña del Mar.

## Libros
Son publicados por la Editorial Planeta.
- Minuto 119 (2014)
- Simplemente Gary (2015)
- Los 23: historia íntima de los campeones de América (2015)
- Bonvallet: descubriendo la historia del gurú (2016)
- Héroes (2018)
- Estrellas rojas (2019)
- Enemigo interno (2021)
- Capitán (2024)

## Premios
| Premio                                  | Año  |
| --------------------------------------- | ---- |
| Premio Nacional de Periodismo Deportivo | 2024 |